# Granisetron
Granisetronul este un antiemetic de tip antagonist 5-HT3, fiind utilizat în tratamentul grețurilor și vărsăturilor produse de chimioterapie și radioterapie sau a celor postoperatorii. Căile de administrare disponibile sunt intravenoasă și orală.
Molecula a fost patentată în 1985 și a fost aprobată pentru uz medical în anul 2002.

## Mecanism de acțiune
Granisetronul este un antagonist al receptorilor serotoninergici de tipul 5-HT3.